# Віллантеріо
Віллантеріо (італ. Villanterio) — муніципалітет в Італії, у регіоні Ломбардія, провінція Павія.
Віллантеріо розташоване на відстані близько 450 км на північний захід від Рима, 31 км на південний схід від Мілана, 18 км на схід від Павії.
Населення — 3269 осіб (2014).
Щорічний фестиваль відбувається 23 квітня. Покровитель — святий Юрій.

## Демографія
Населення за роками:

Станом на 1 січня 2023 року в муніципалітеті офіційно проживало 769 іноземців з 54 країн, серед них 346 громадян країн Євросоюзу та 22 громадяни України.

## Сусідні муніципалітети
- Джеренцаго
- Інверно-е-Монтелеоне
- Магерно
- Марудо
- Сант'Анджело-Лодіджано
- Торре-д'Арезе
- Валера-Фратта